# Малянов, Евгений Анатольевич
Евге́ний Анато́льевич Маля́нов (род. 2 августа 1950) — российский учёный-педагог и культуролог, специалист в области образовательных и культурных инноваций, менеджмента в социально-культурной сфере, культурной политики. Доктор педагогических наук, кандидат исторических наук, ректор Пермского института культуры (1986—2013), профессор Пермского государственного университета.

## Биография
В 1972 году окончил филологический факультет Пермского государственного педагогического института. Преподавал в средней школе (учитель, заместитель директора), затем находился на комсомольской и партийной работе с учащимися и студенческой молодёжью. Окончил аспирантуру Пермского университета, в 1983 году защитил кандидатскую диссертацию «Деятельность партийных организаций Урала по руководству средними специальными учебными заведениями и коммунистическому воспитанию учащихся в 1971—1975 гг.: на материалах Пермской, Свердловской, Челябинской областей».
С 1986 по 1996 год — первый заместитель начальника управления образования Пермской области, с 1996 являлся ректором Пермского государственного института искусства и культуры, заведовал кафедрой управления и экономики социально-культурной сферы. В 1998 году окончил Российскую академию государственной службы при Президенте РФ по специальности «Государственное и муниципальное управление». В 2011 году защитил докторскую диссертацию «Социально-культурная инноватика: методология, теория и практика». 22 февраля 2013 года перешёл на должность заведующего кафедрой социально-культурной деятельности.
С 2017 года — профессор кафедры истории философии (культурологии и социально-гуманитарных технологий) ПГНИУ, читает курсы «Арт-менеджмент», «Основы арт-бизнеса», «Основы культурной политики», «Технологии развития культурных центров», «Введение в социально-культурную инноватику». Директор научно-исследовательского центра «Процессы формирования гражданской нации в России».
Почетный член Совета ректоров вузов Пермского края; член президиума Совета по межнациональным и межконфессиональным отношениям при главе города Перми и Координационного совета по межнациональным отношениям при губернаторе Пермского края. Председатель Совета Пермского регионального отделения ООО «Ассамблея народов России», член федерального Совета организации. Принимал участие в значительном числе конференций и форумов.

## Основные работы
Книги
- Социально-культурные инновации в культурном пространстве региона. — Пермь: Пермский гос. ин-т искусства и культуры, 2010. — 339 с. : ил., табл.; ISBN 978-5-91201-075-0
- Социально-культурная инноватика: методология, теория и практика. 3-е изд. — Пермь: Пермское книжное издательство, 2017. — 572 с. ISBN 978-5-904037-79-6

Статьи
- Вуз культуры и искусства как фактор устойчивого развития // Вузы культуры и искусств в едином мировом образовательном пространстве.- Т. 1. — М., 2007. — С. 106—114.
- Социально-культурная инноватика и инновационный потенциал личности // Культурная жизнь Юга России. 2010. № 1. С. 39—43.
- Социально-культурная инноватика как направление научных исследований // Мир науки, культуры, образования. 2010. № 2. С. 96—98.
- Вуз культуры и искусства как объект и субъект культурной политики // Вестник Московского государственного университета культуры и искусств. 2010. № 3. С. 129—136.
- Специфика социально-культурной инноватики: интеграционный аспект // Вестник Московского государственного университета культуры и искусств. 2010. № 6. С. 76—83.
- Духовный потенциал культурной среды творческого вуза // Вестник Тамбовского университета. Серия: Гуманитарные науки. 2010. № 6 (86). С. 90—95.
- Социально-культурная инноватика: становление нового научного направления гуманитарных исследований // Интегративная перспектива в гуманитарных науках. — 2015. — № 1/1. — С. 129—140.
- Русское национально-культурное общество как социально-культурная инновация в полиэтничном регионе.// Пермь многонациональная: социологический дайджест / НКО «Научно-практический, экспертный и методический центр по проблемам укрепления и поддержания гражданского единства». Пермь, 2017.- С. 154—167.
- О научно-исследовательском центре процессов формирования гражданской нации в России // Пермский край — территория межнационального согласия / Пермское региональное отделение Общероссийской общественной организации «Ассамблея народов России»; Пермская региональная общественная организация «Русское национально-культурное общество» (ПРОО «РНКО»). Пермь, 2017.
- Малянов Е. А., Березина Е. М. Культурная безопасность в зеркале государственной культурной политики и социальной безопасности // Социальная безопасность и защита человека в современном российском социуме. Монография. Под общ. ред. З. П. Замараевой. М.: Изд.-торг. Корпорация «Дашков и Ко», 2019. — С. 122—155.

## Награды
- Медаль ордена «За заслуги перед Отечеством» II степени (2007);
- Почётная грамота Государственного Комитета СССР по народному образованию;
- Почётный знак « Отличник народного просвещения» /Российской Федерации/;
- Почётная грамота Пермского края;
- Почётная грамота Пермской области;
- Медаль «Честь и польза» Международного Благотворительного Фонда «Меценаты столетия»;
- Медаль «За особые заслуги» Московского государственного университета культуры и искусств;
- Юбилейная медаль «20 лет Ассамблеи народов России»